# Packard Eight
Pour les articles homonymes, voir Packard et Huit (homonymie).
La Packard Eight (Packard 8 cylindres, en anglais) est une voiture de luxe à moteur 8 cylindres, du constructeur automobile américain Packard (en activité de 1899 à 1958), déclinée en plusieurs séries entre 1924 et 1941, puis entre 1948 à 1949 (ne pas confondre avec sa variante Packard Super Eight).

## Historique
Dans les années 1920 et 1930 (les Roaring Twenties, et Années folles en France), Packard fait partie, avec entre autres Cadillac, Pierce-Arrow, et Duesenberg…, des constructeurs américains, qui commercialisent les automobiles les plus luxueuses et les plus chères du monde. 

### Packard Eight (1924 à 1931)
En 1924, Packard commercialise sa Packard Single Eight (premier modèle à moteur 8 cylindres, avec 5,8 L de cylindrée pour 85 ch, à soupapes latérales, avec boîte de vitesses à trois rapports, et frein sur quatre roues). 

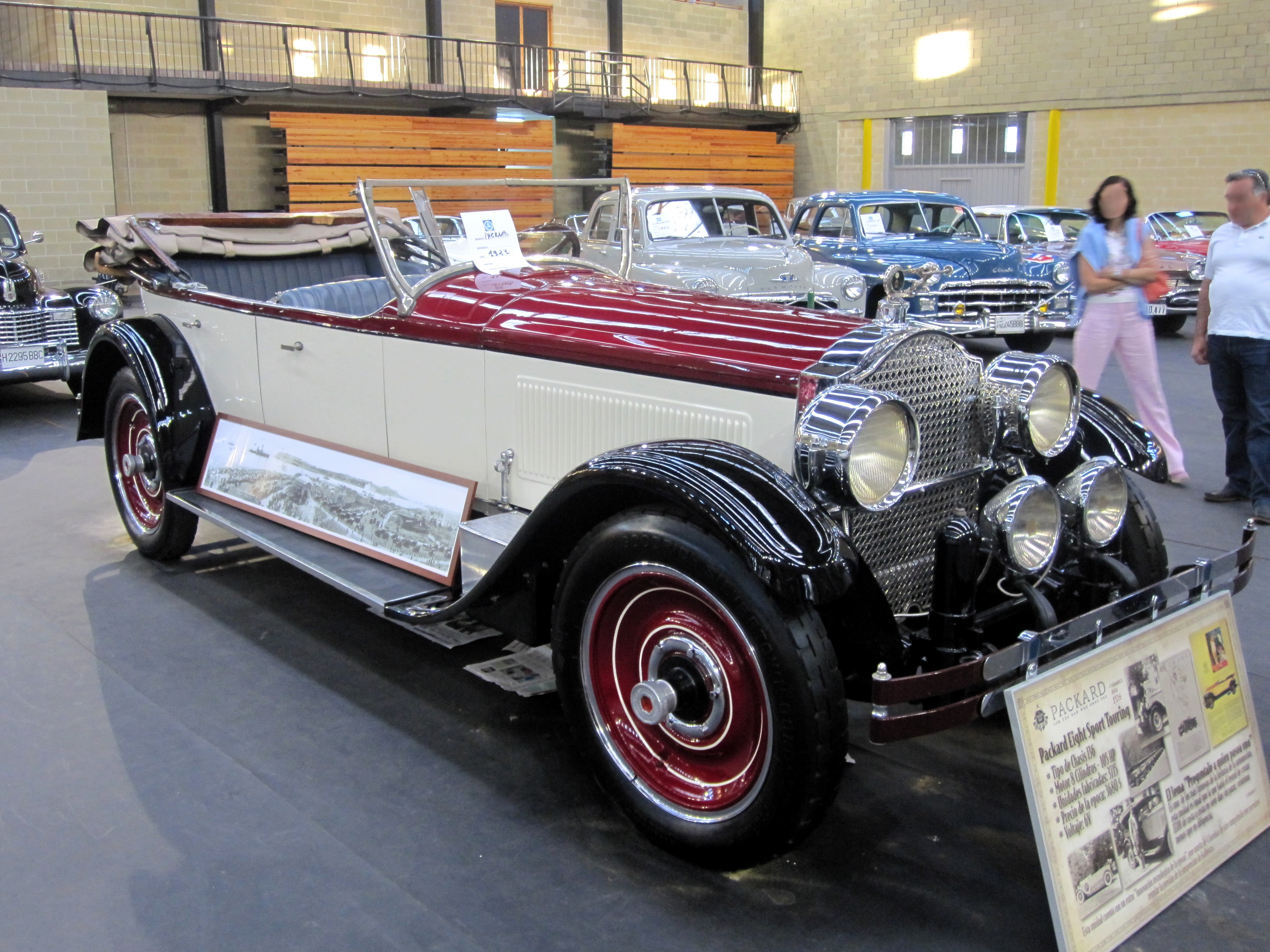
Single Eight 136 Touring (1924)
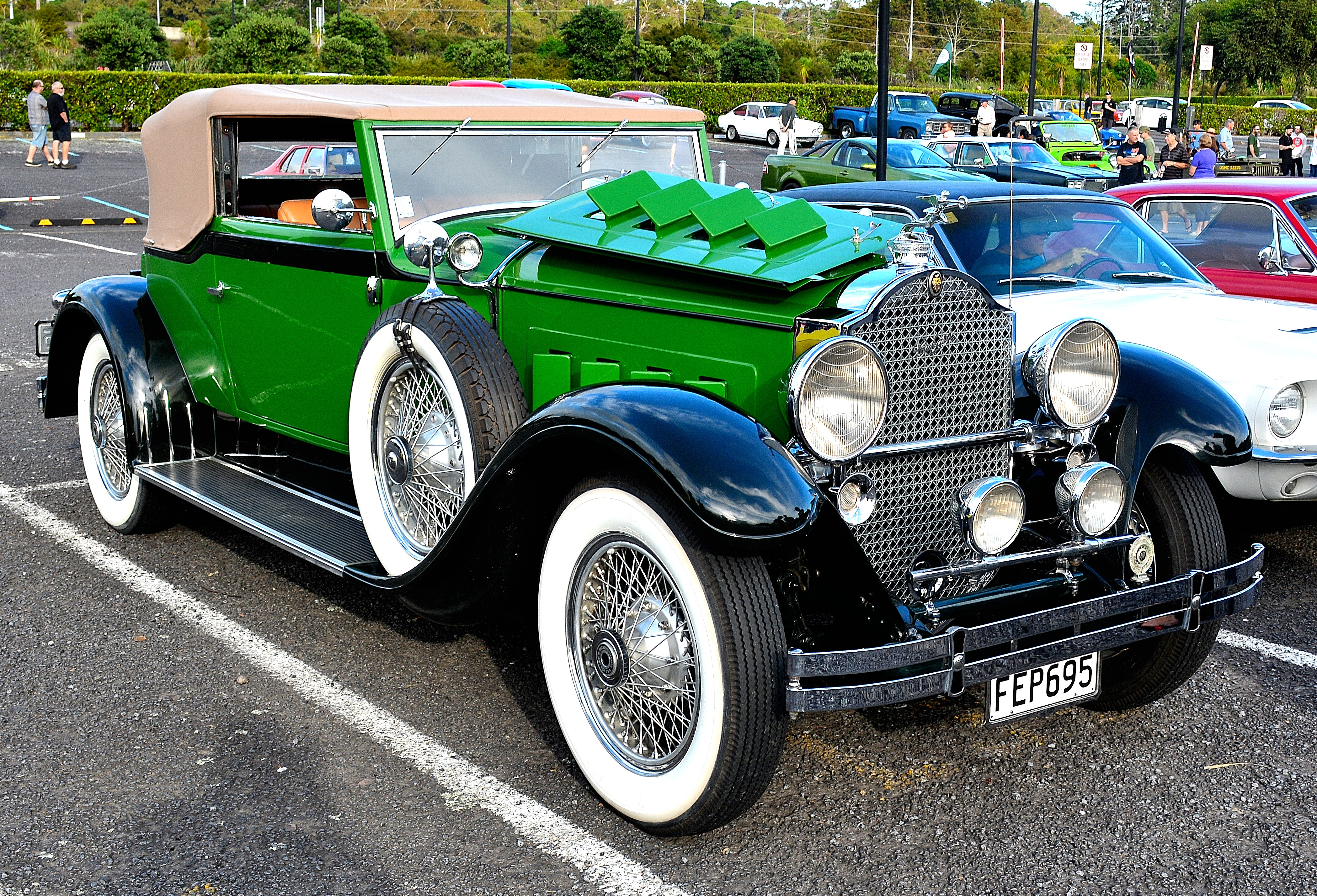
Victoria 640 (1929)
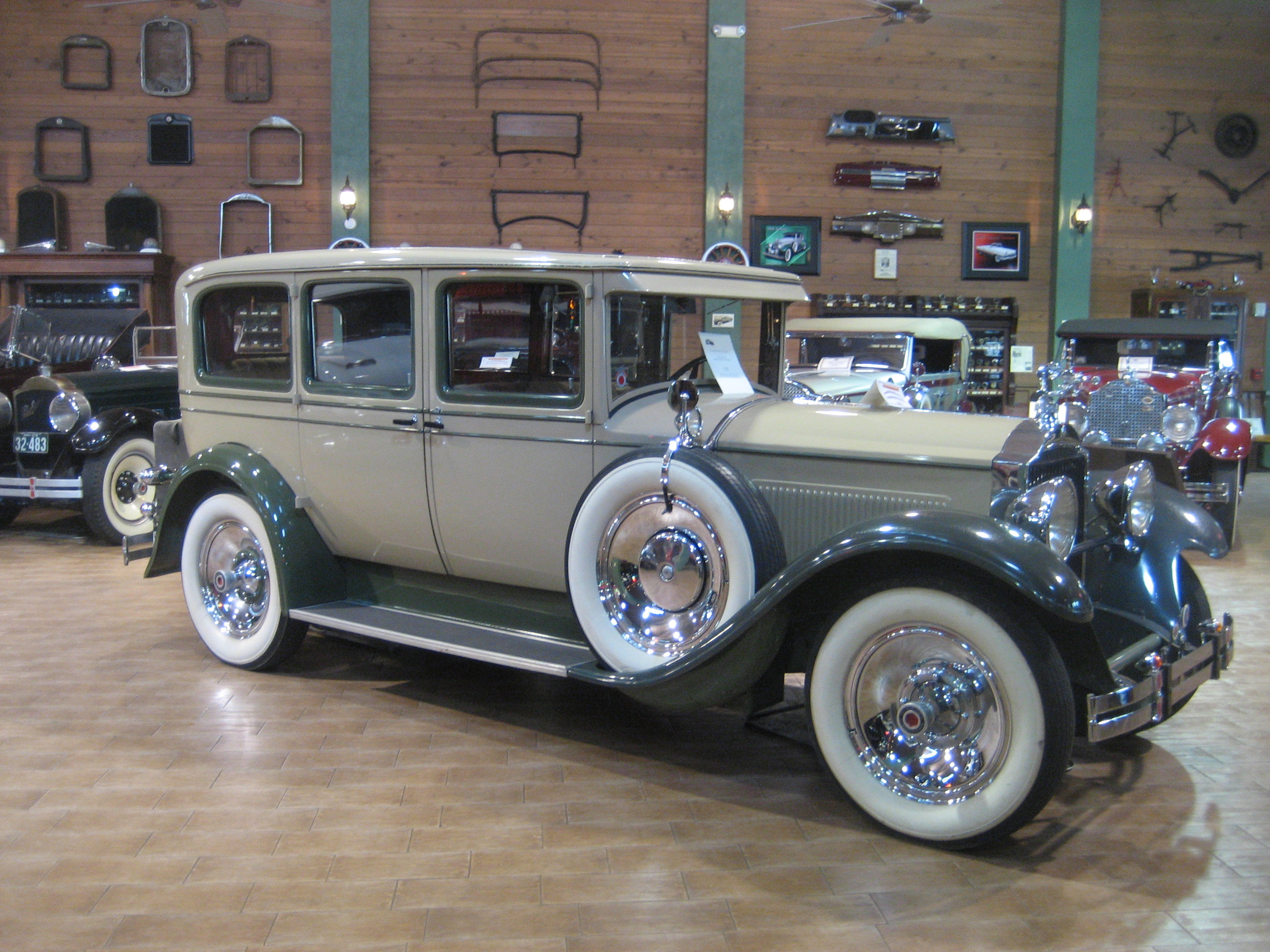
Sedan Limousine 640 (1929)

Elle est rapidement déclinée dès l'année suivante, en de nombreuses variantes de modèles pour trois à sept passagers (Eight, Light Eight, Standard Eight, Eight DeLuxe, Super Eight, Super Eight Deluxe, Custom Eight…) et de carrosseries (Berline, Sedan, Limousine, Touring, Coupé, Roadster, Sport, Sedan Convertible, Convertible Victoria…) avec un succès et une notoriété d'élite internationale. En 1927, Packard pousse la puissance de son moteur 8 cylindres à 6,3 L pour 109 ch, avec entre autres un alésage de cylindre augmenté à 88,9 mm, et des pistons en aluminium. En 1928, la Packard 626 et la 633 étaient disponibles avec un moteur de 5107 cm³ . À partir de 1929, Packard ne construit plus que des 8 cylindres, avant de mettre ses Packard Twelve à moteur V12 à son catalogue en 1932 (déclinés des moteurs Packard Twin Six précédents et moteurs d'avions américains Liberty L-12 de la Première Guerre mondiale).

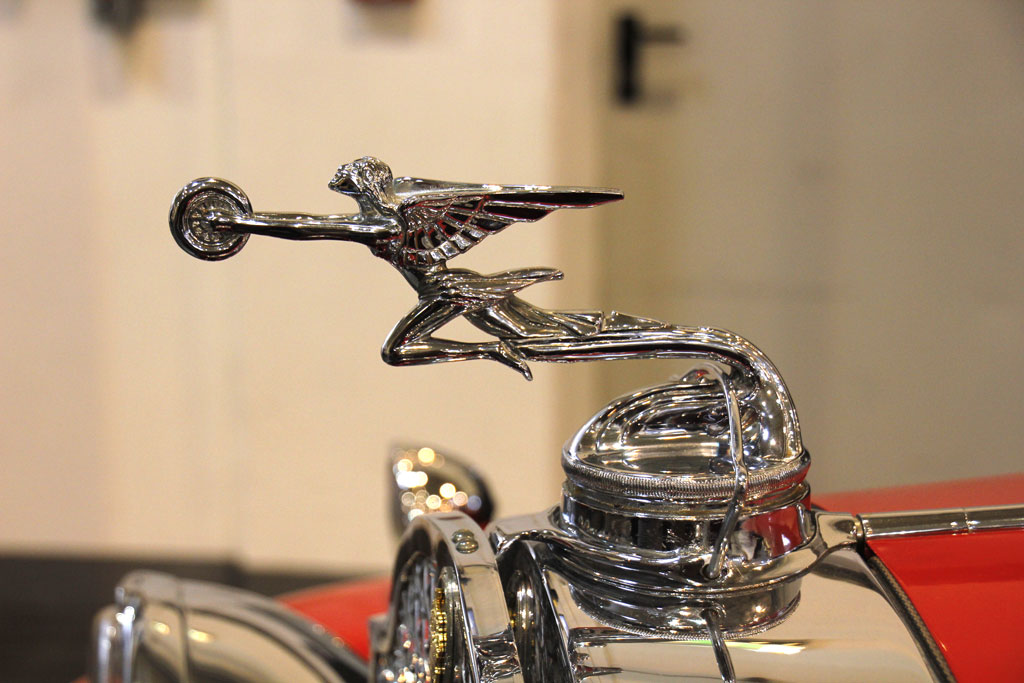
Bouchon de radiateur « Goddess of Speed » Packard
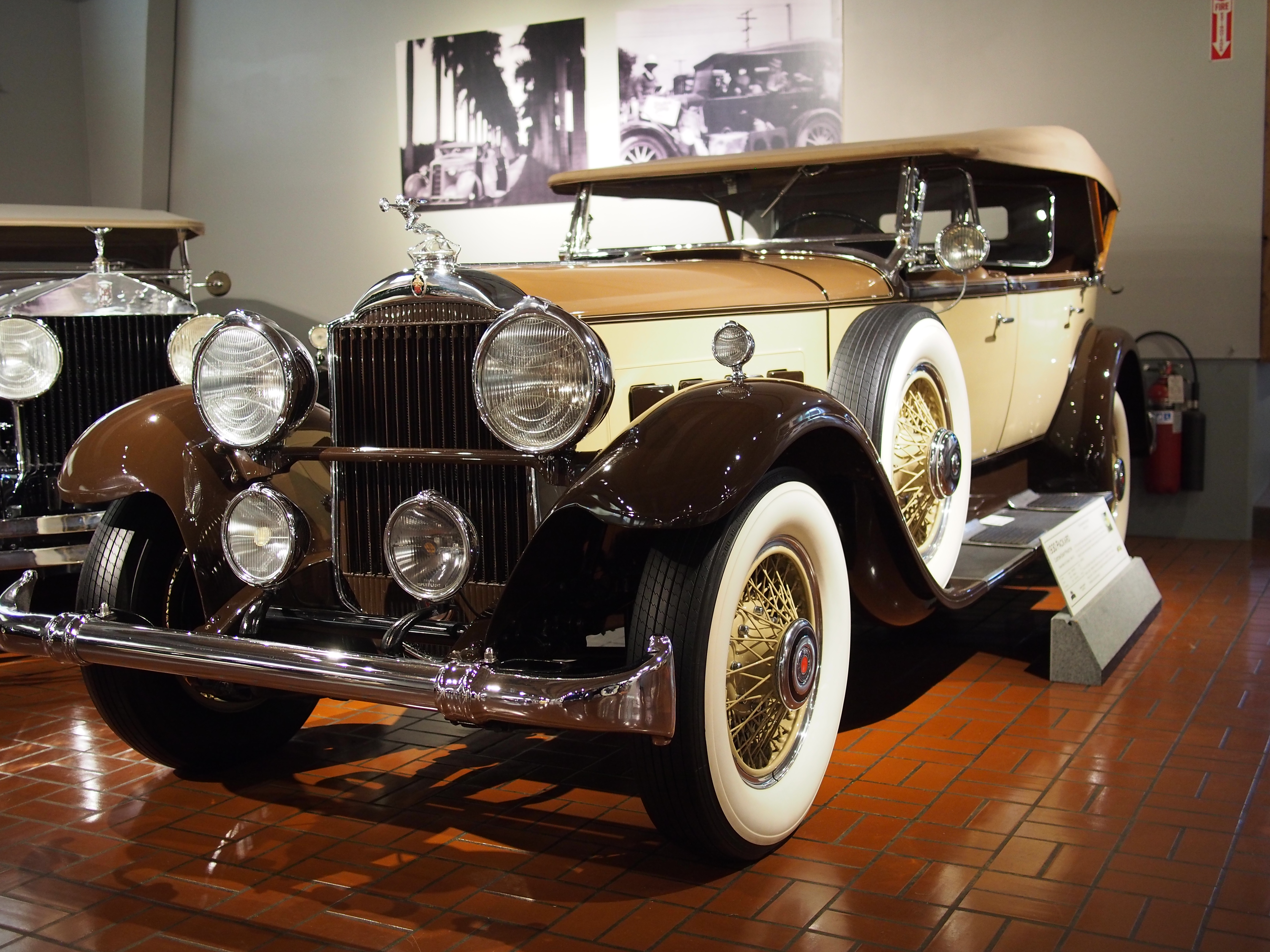
Custom Eight (1930)
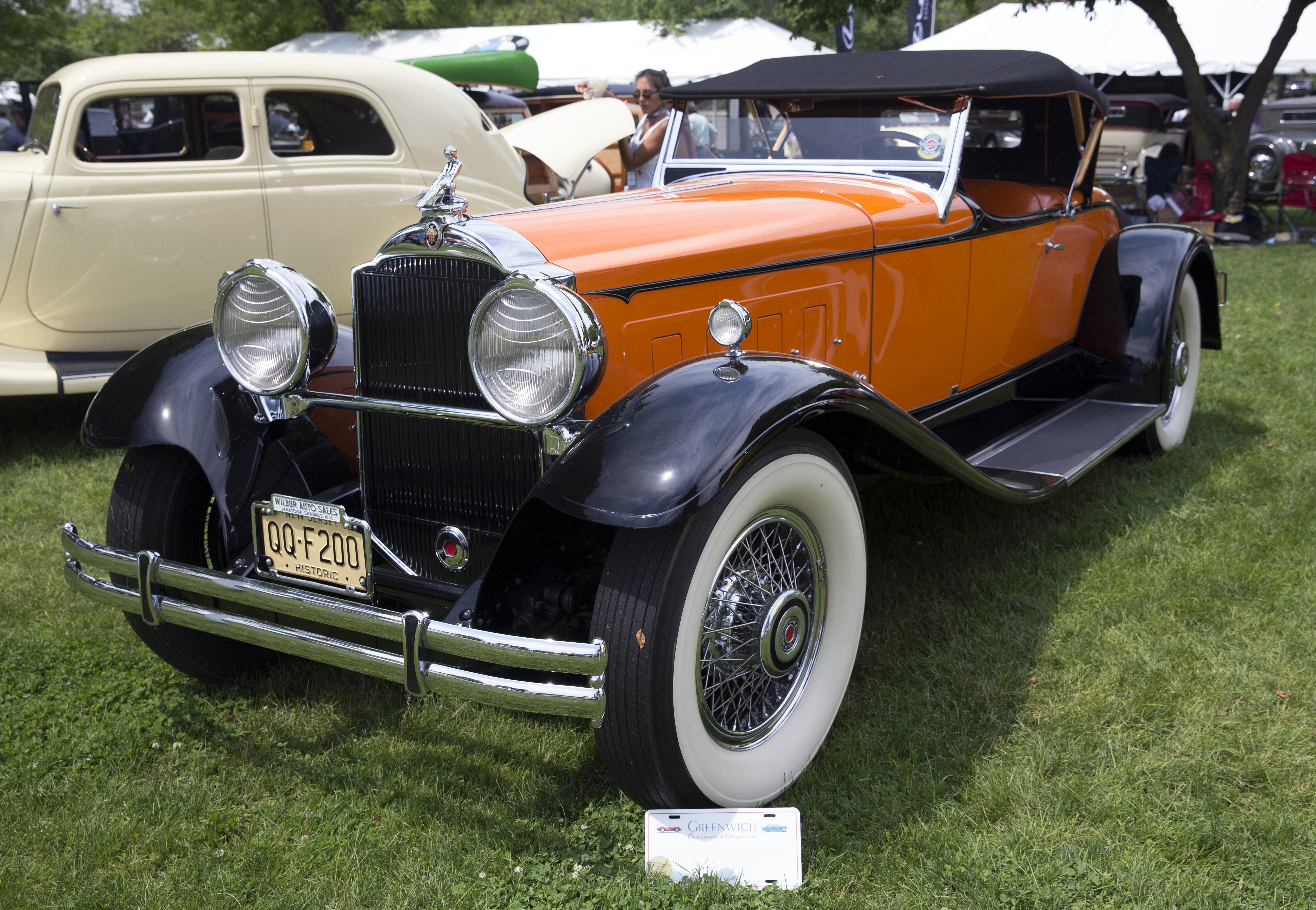
Roadster Speedster 734 (1930)
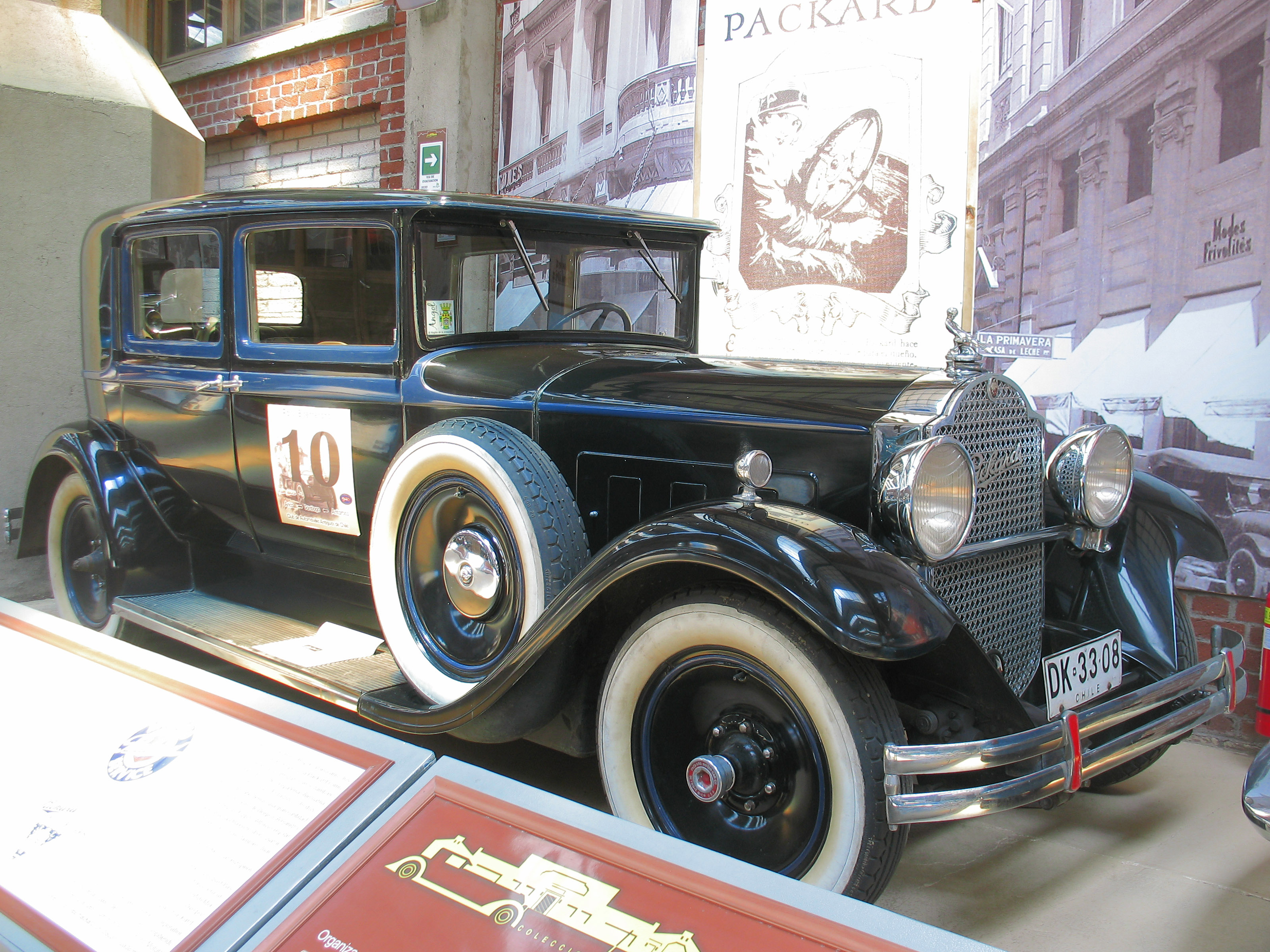
Standard Eight Sedan 733 (1930)
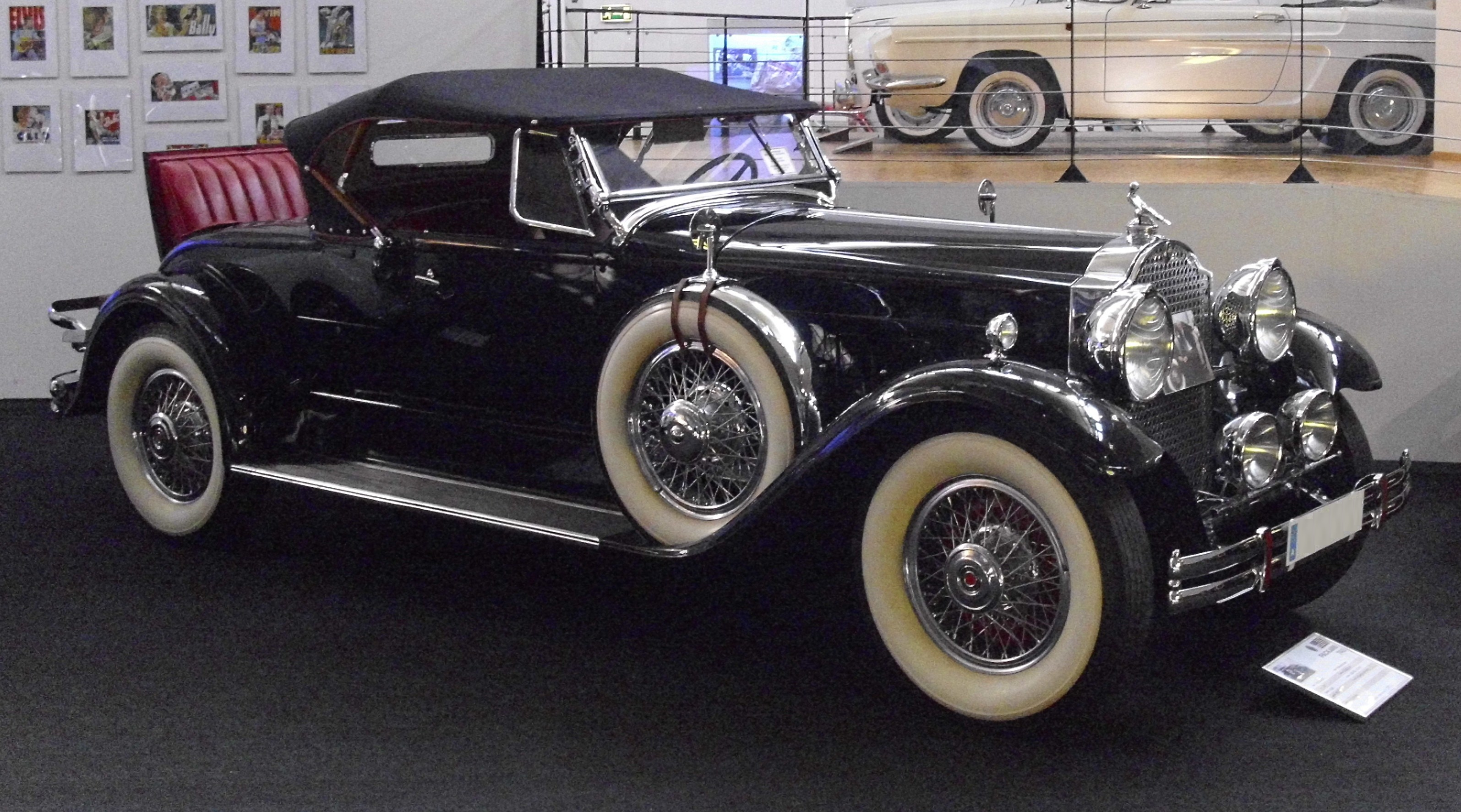
Custom Eight Roadster 740 (1930)

### Packard Eight (1932 à 1941)
En 1932, Packard commercialise une seconde série de Packard Eight (avec sa Packard Super Eight de 1933) avec entre autres une nouvelle calandre, des solutions techniques plus évoluées, et un moteur de 5,2 L de 120 ch (puis 130 ch en 1935) à carburateur Stromberg, starter automatique, pour des vitesses maximum d'environ 144 km/h. 

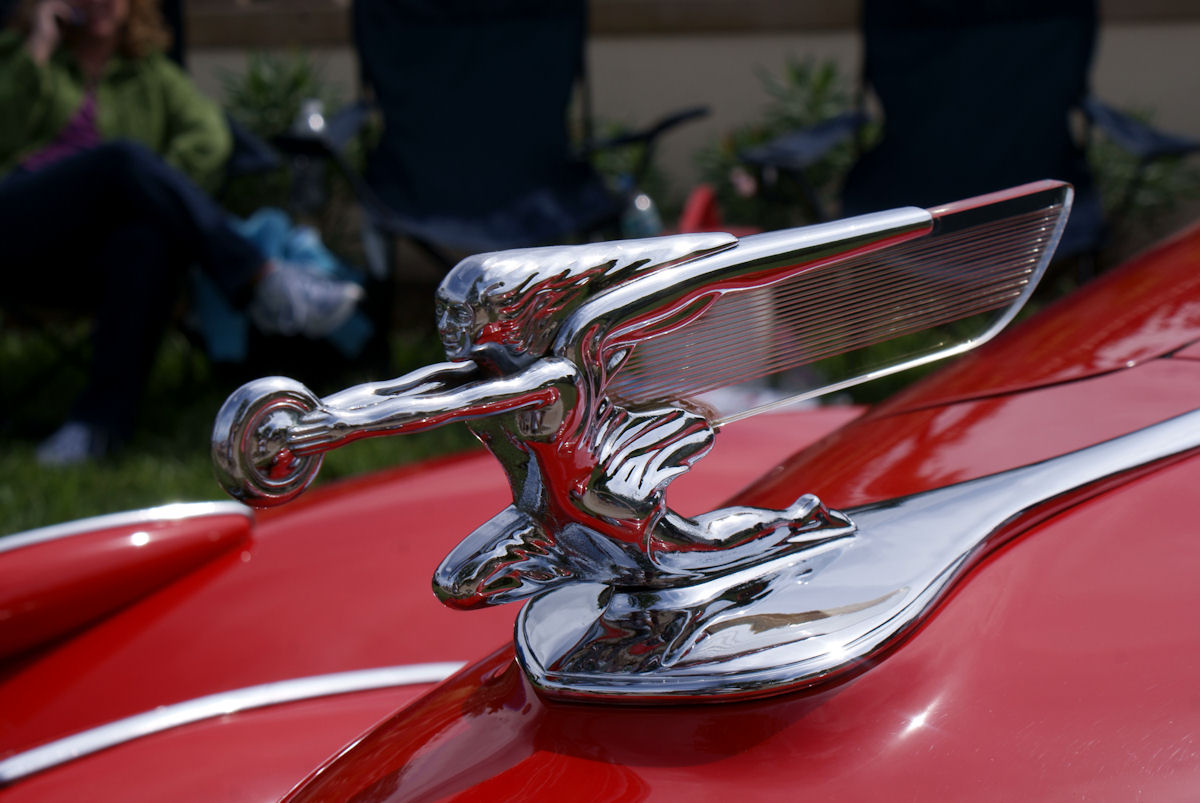
Bouchon de radiateur « Goddess of Speed » Packard
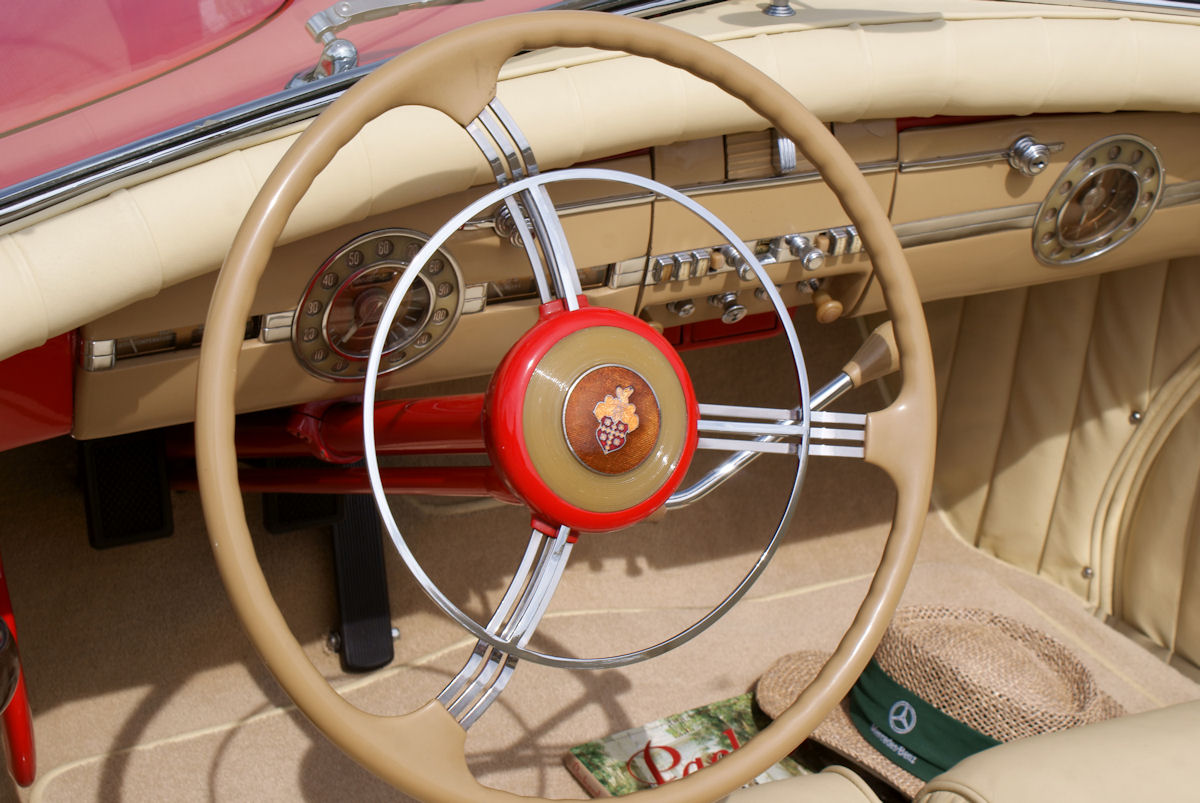
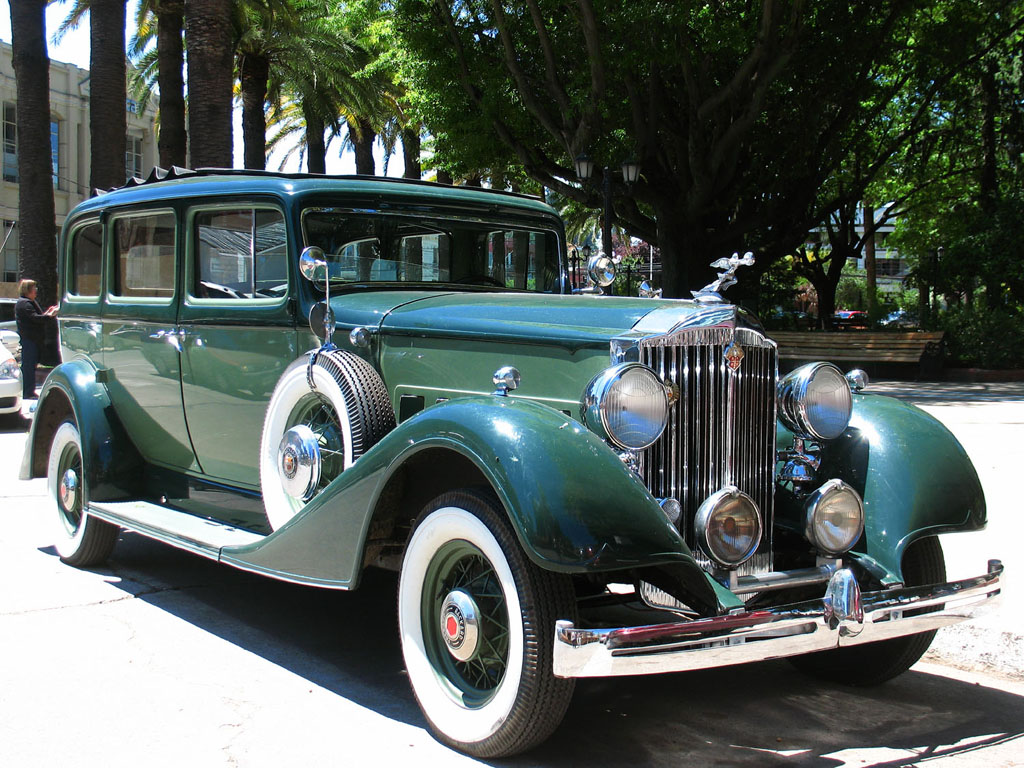
Eight Sedan 1101 (1934)
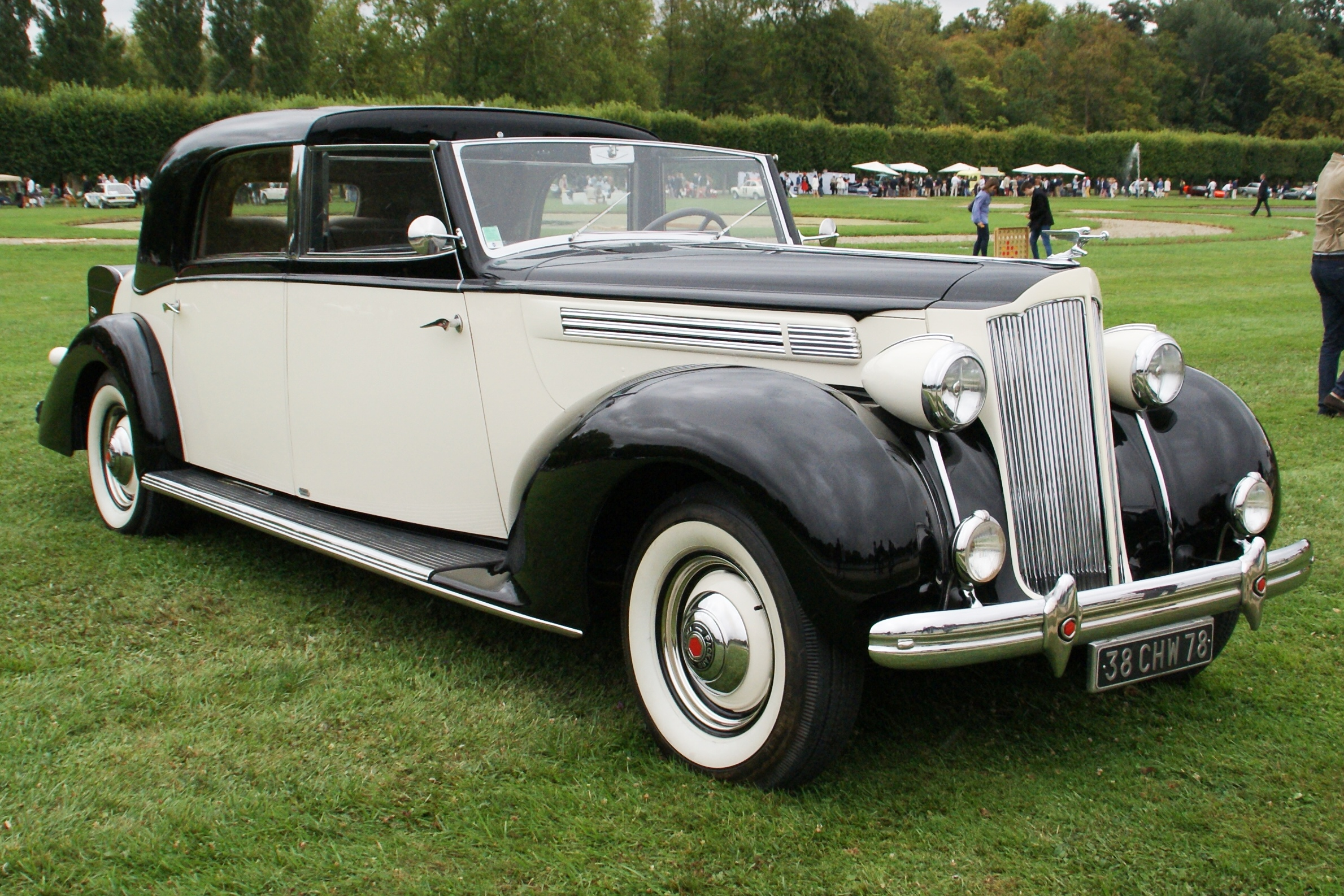
Coupé de ville avec chauffeur (1938)
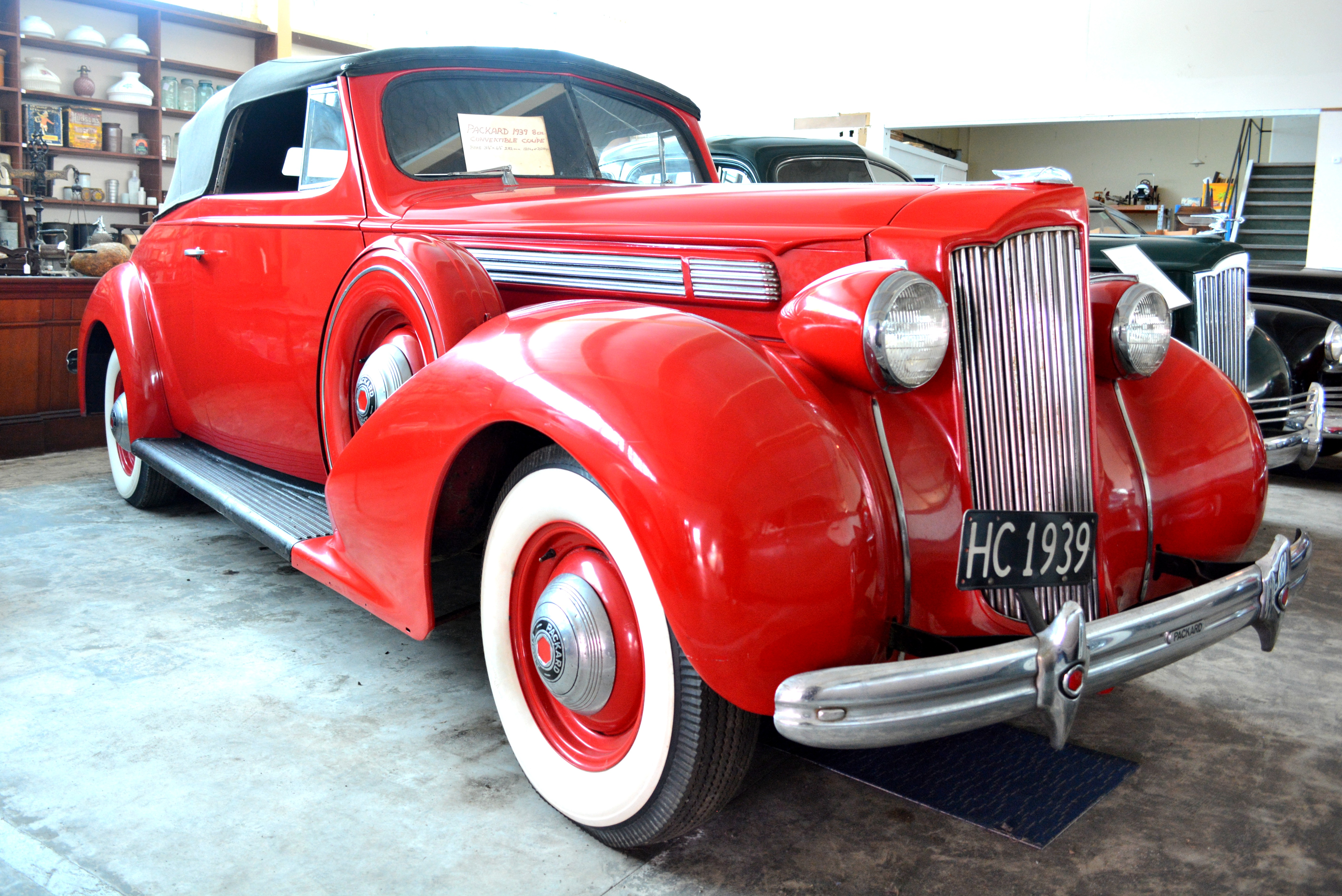
Eight Roadster (1939)
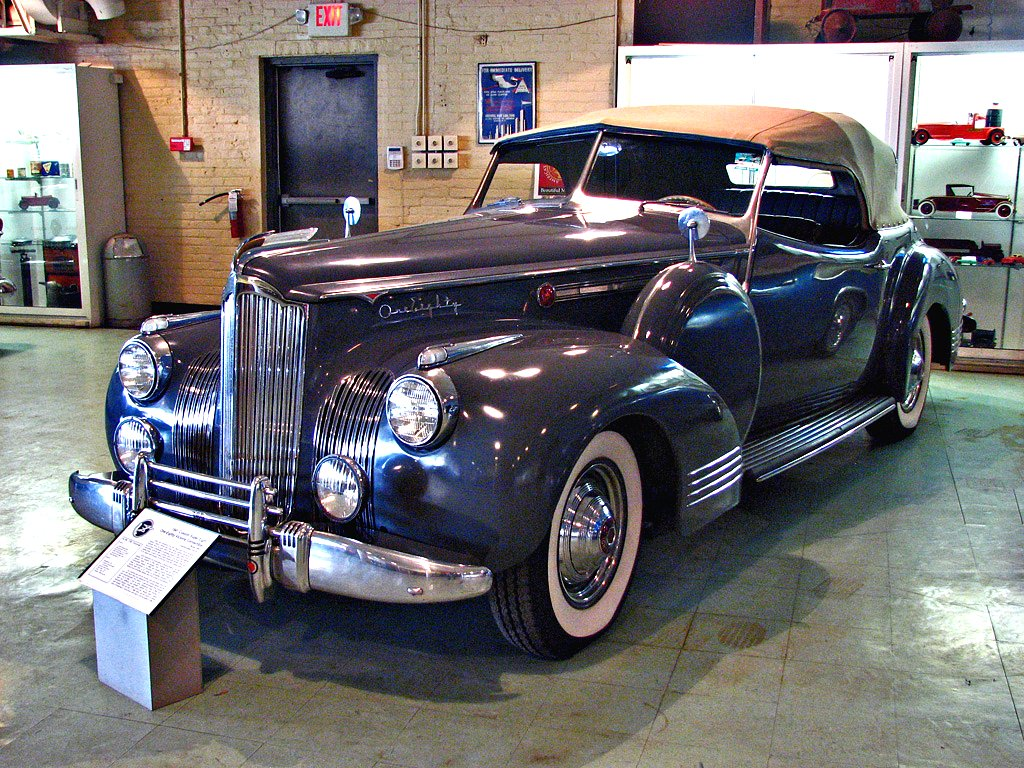
One-eighty Victoria Convertible (1941)
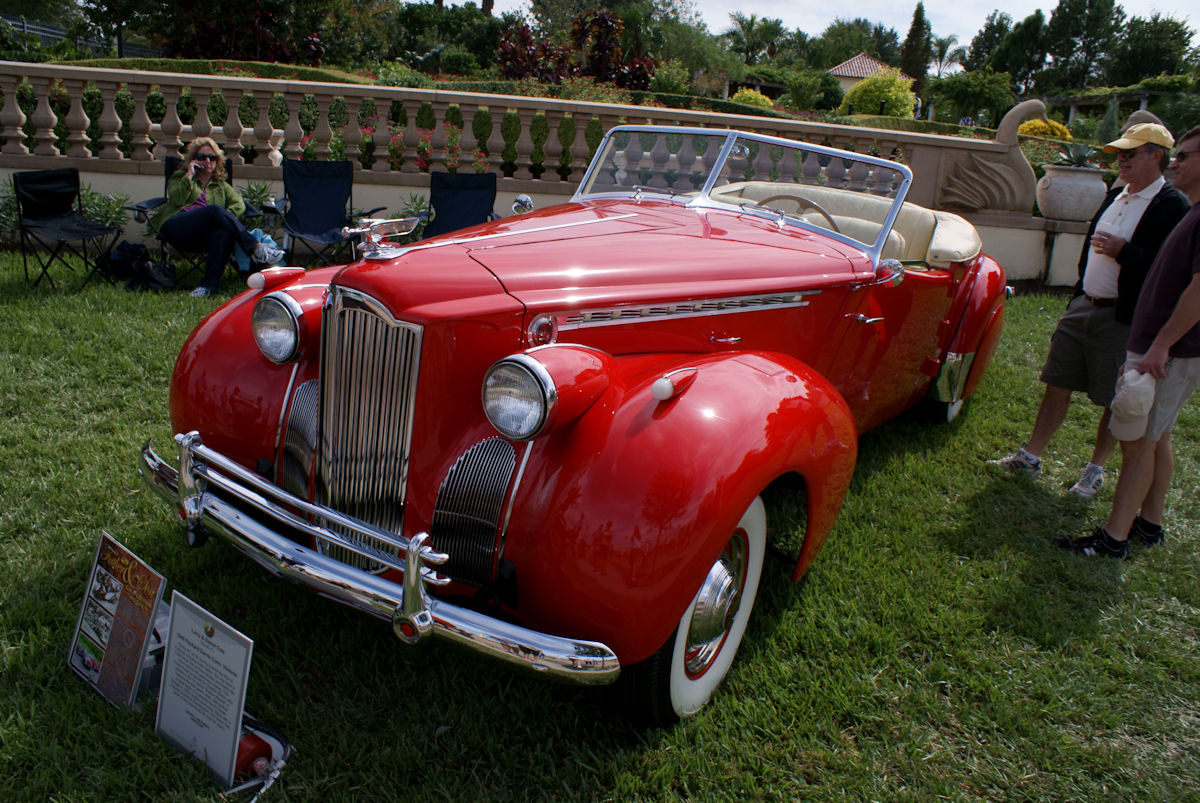
One Eighty Darrin Victoria Roadster (1940)
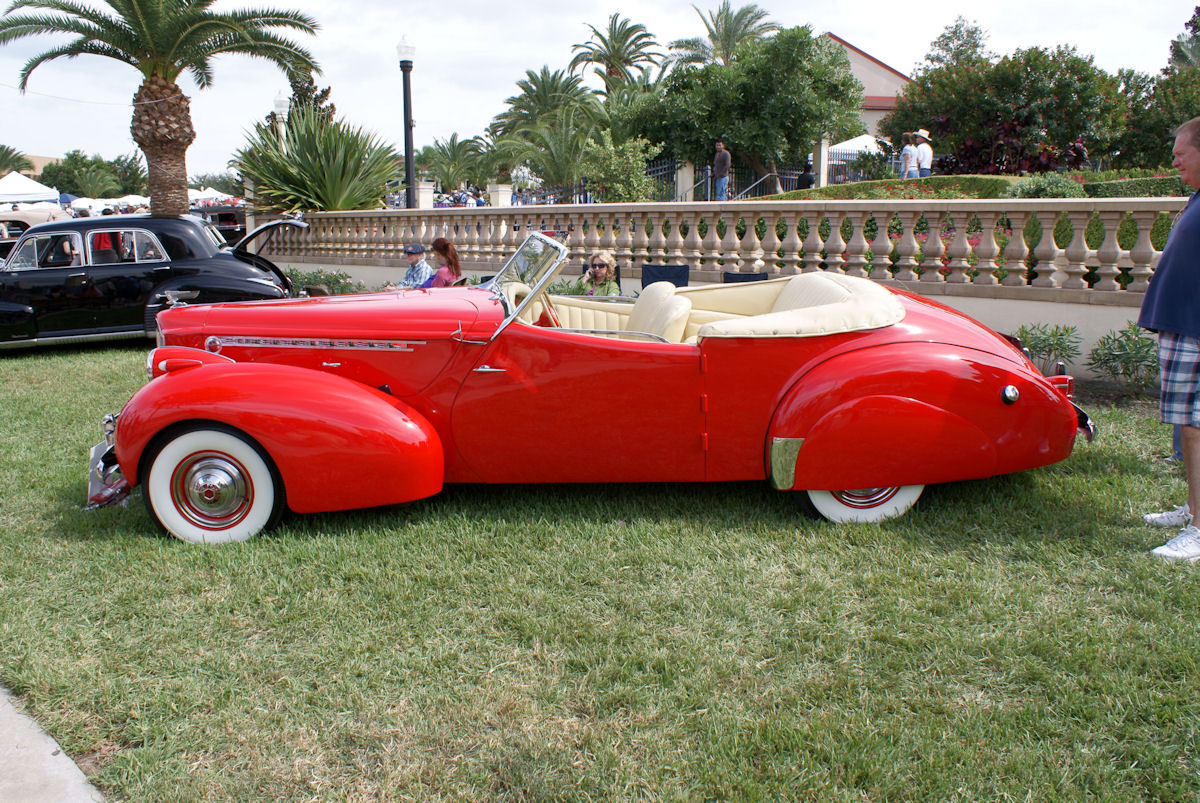
One Eighty Darrin Victoria (1940)
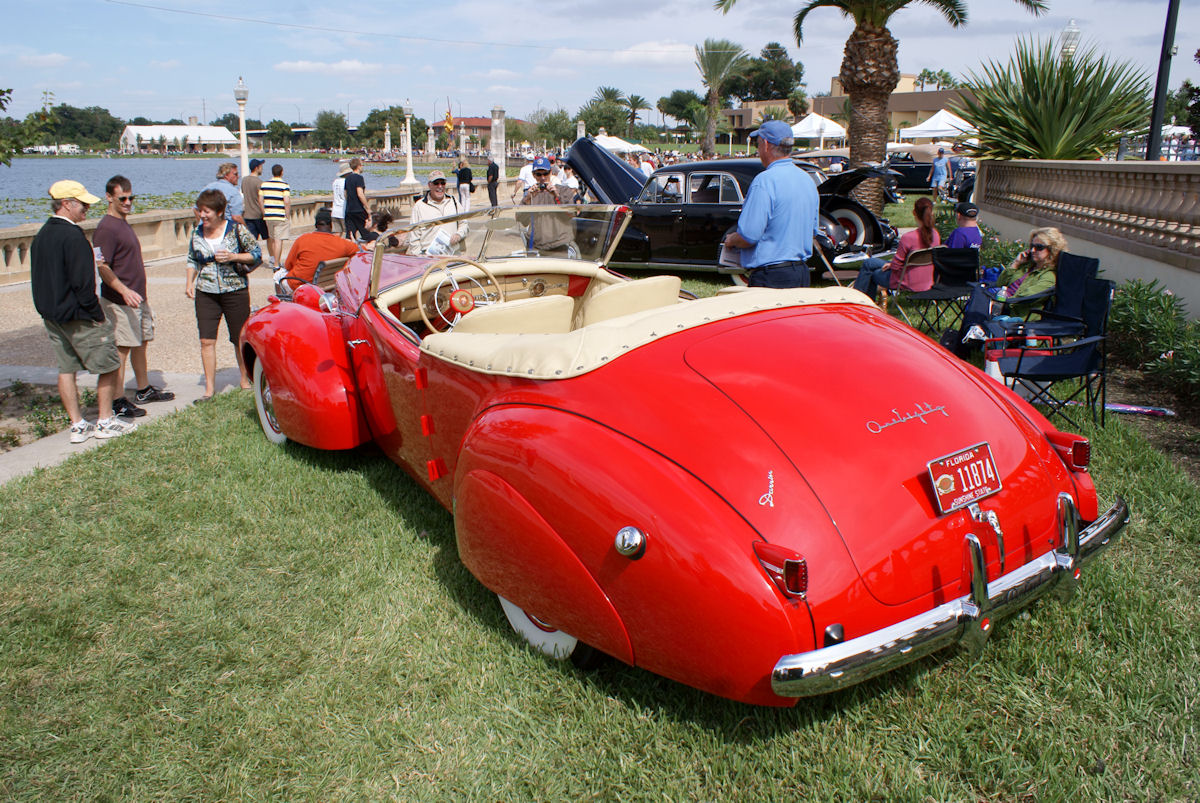
One Eighty Darrin Victoria (1940)
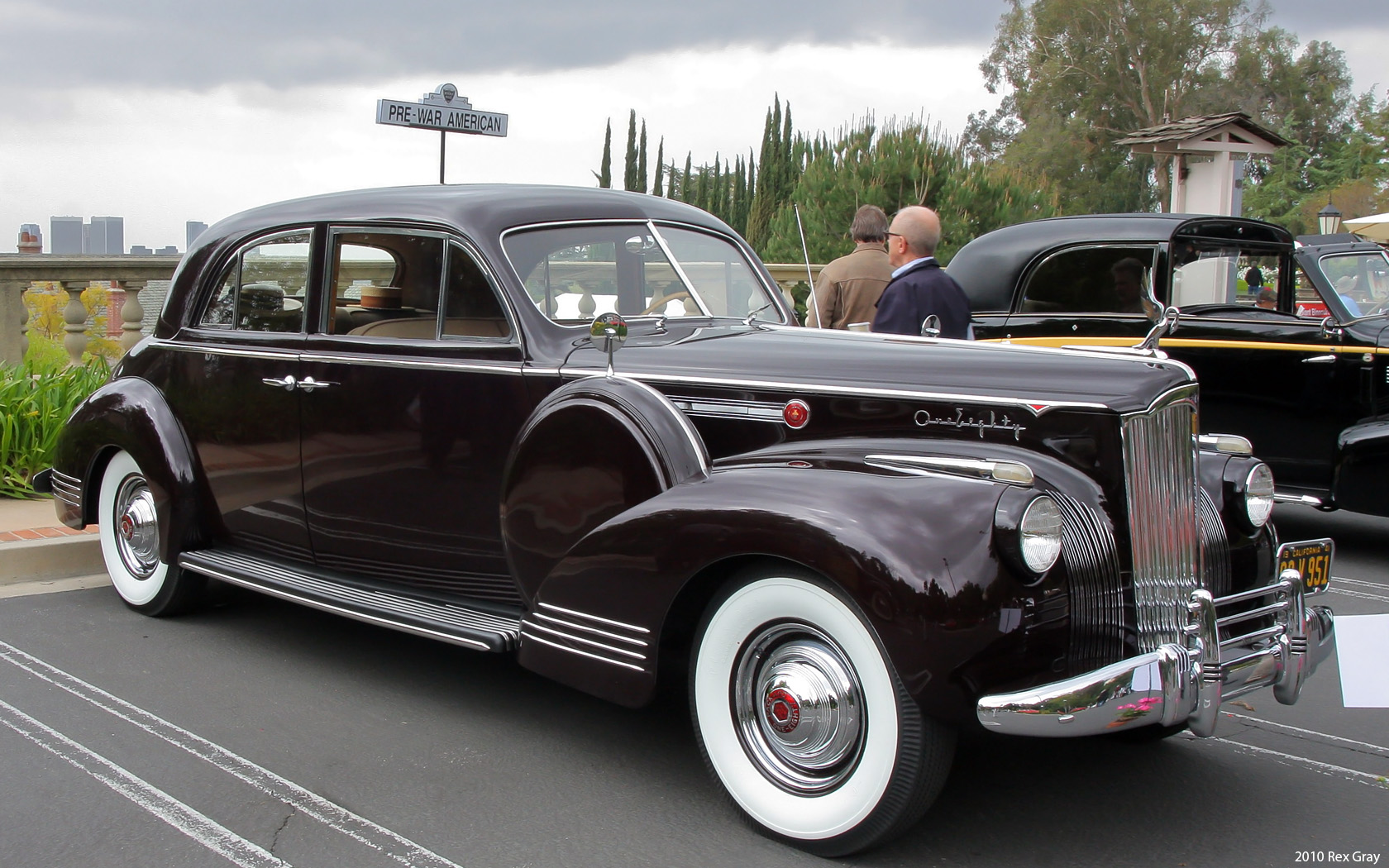
Packard 180 LeBaron Sport Brougham (1941)

### Packard Eight (1948 à 1951)
Packard commercialise après la Seconde Guerre mondiale, une troisième série de voiture entre 1948 à 1951, sous le nom de Packard Eight (et de Packard Super Eight).

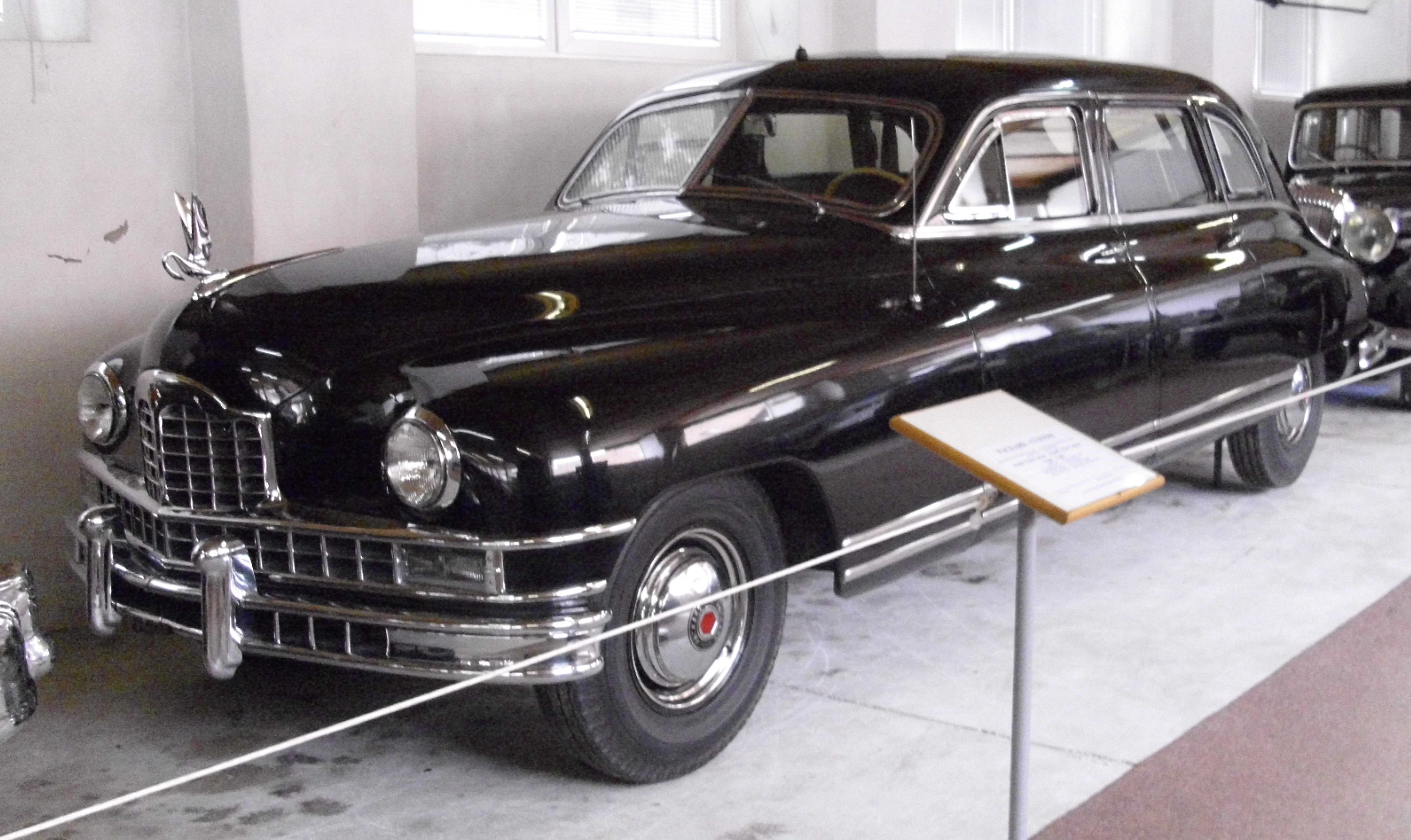
Custom Eight 2226 (1948)
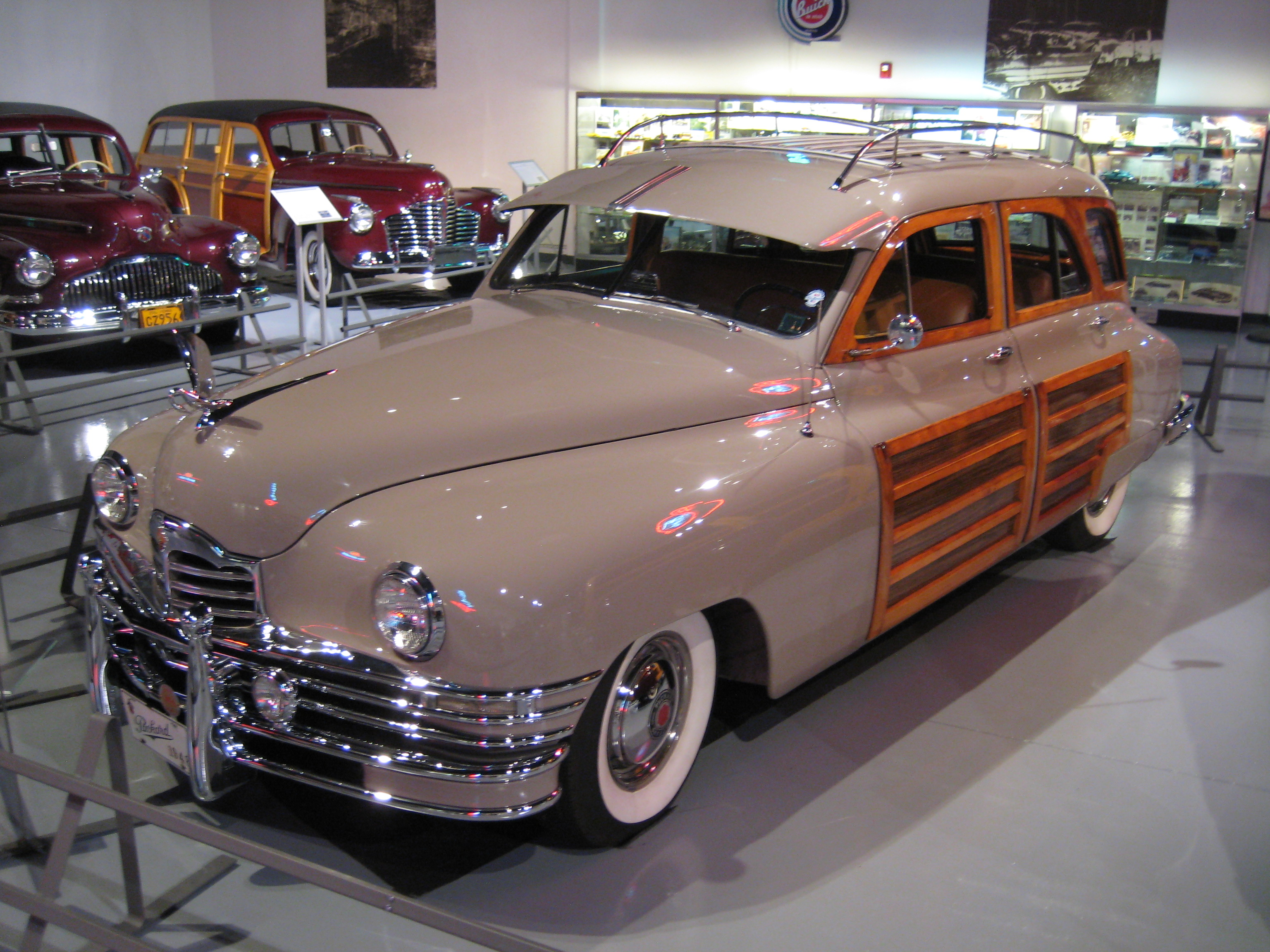
Station Sedan Woody (1948)
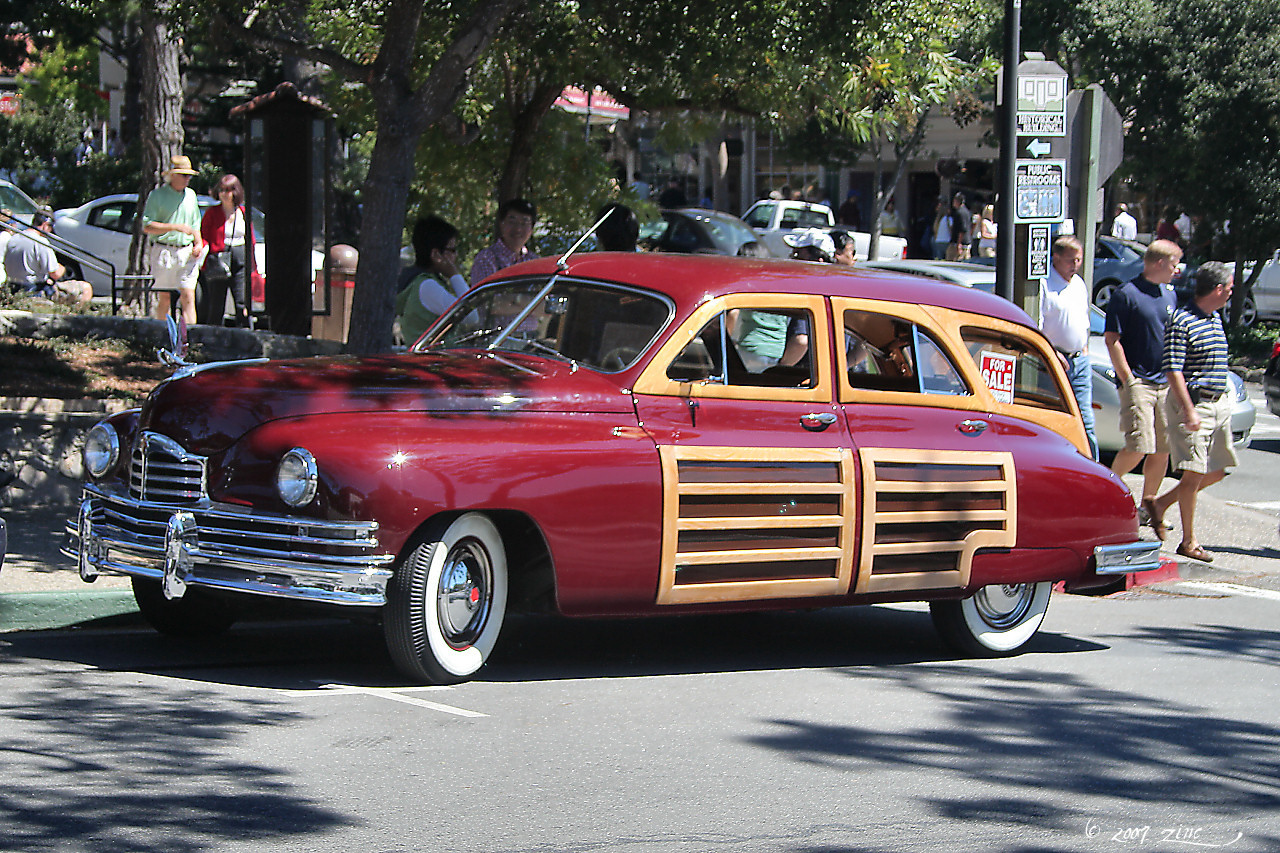
Station Sedan Woody (1948)
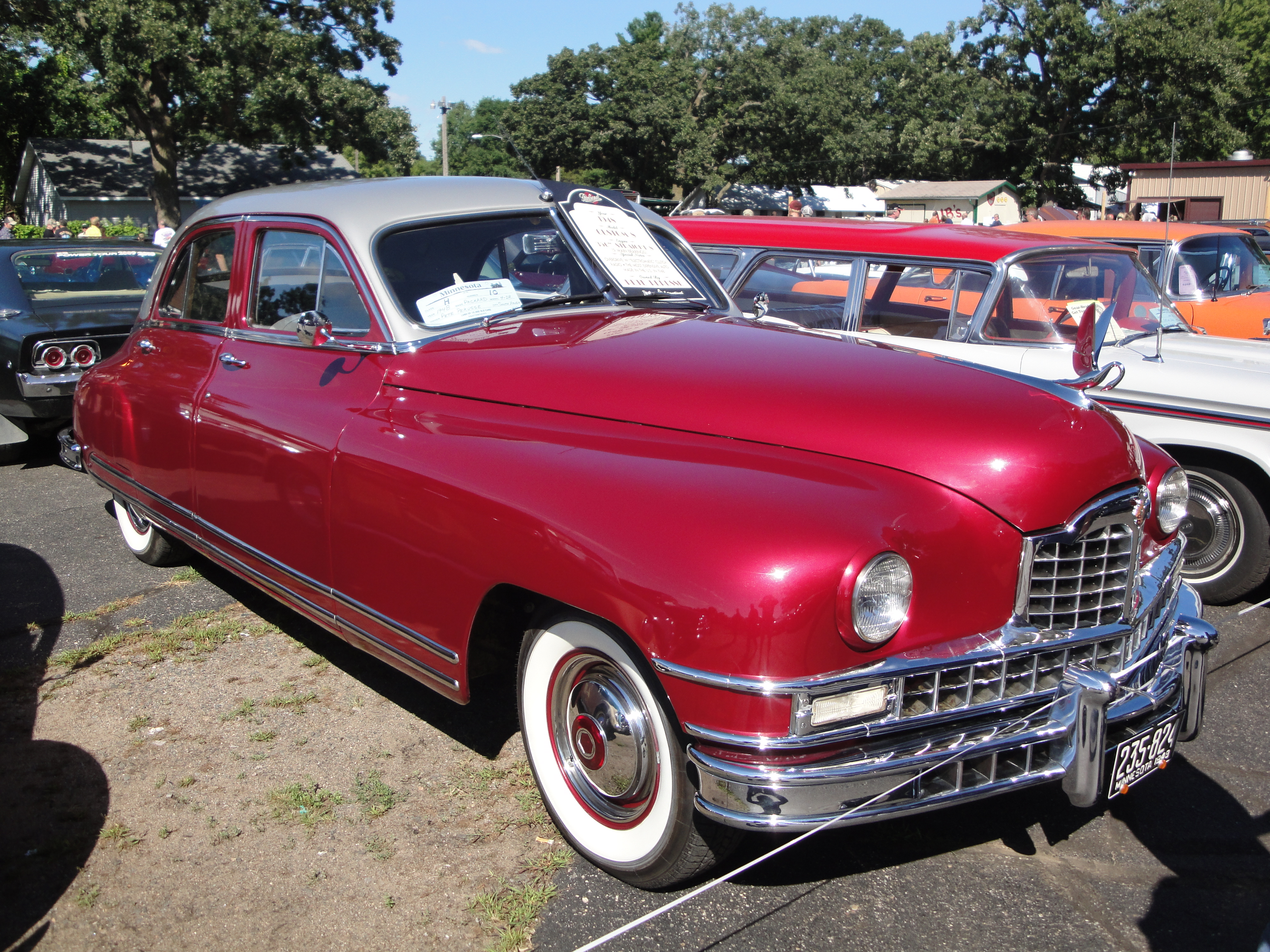
Custom Eight (1948)
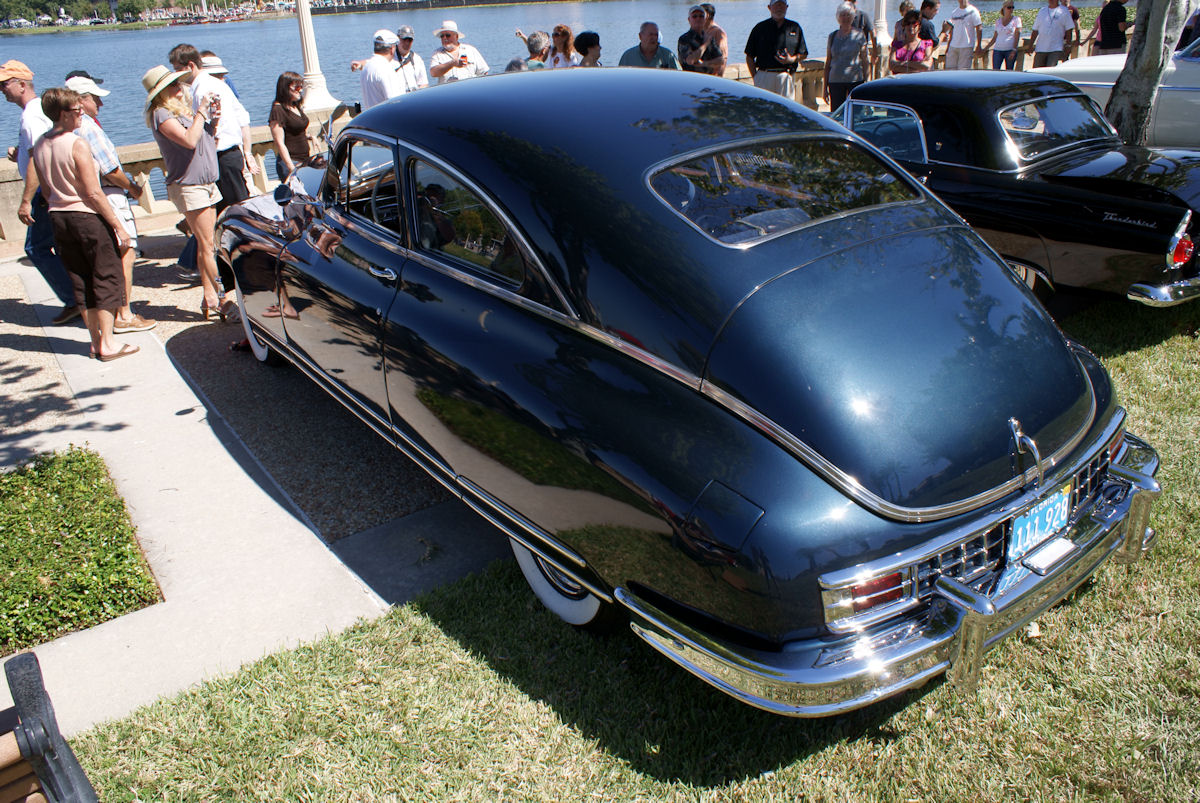